# Hélisachar
Hélisachar (Elisagarus, VIIIe siècle-après 837) est un clerc, chancelier de Louis le Pieux de 808 à 817. Il demeure ensuite proche de la cour (sauf une brève période de 830 à 833). Chanoine, il est cependant nommé abbé de Saint-Aubin d'Angers et de Saint-Riquier.
Musicien, il conseille Louis sur ce point en compagnie de Benoît d'Aniane, et perfectionne l'antiphonaire dit grégorien à la même époque qu'Agobard et Nimfridius.